# 松平頼雄 (宍戸藩主)
松平 頼雄（まつだいら よりお）は、江戸時代前期の大名。常陸国宍戸藩藩主。官位は従五位下・大炊頭。

## 生涯
常陸水戸藩主・徳川頼房の七男として水戸で誕生した。幼名は藤吉郎。母は佐々木政勝の娘勝。天和2年（1682年）、次兄光圀から常陸宍戸1万石を分与されて立藩した。
元禄10年（1697年）5月14日、68歳で死去した。異母兄頼利の子頼道が相続した。
法号は一法院殿融山円公大居士。墓所は茨城県常陸太田市の瑞龍山。